# Moskouse Processen
De Moskouse Processen (Russisch: Московские процессы) waren een drietal showprocessen tegen prominente personen uit de Sovjet-Unie en een geheim proces tegen hoge militairen, gevoerd in de periode 1936-1938 als onderdeel van Stalins Grote Zuiveringspolitiek. In 1956 gaf Nikita Chroesjtsjov toe dat de processen in scène waren gezet. Na de opening van de Sovjetarchieven, ten tijde van de perestrojka, werd eens te meer aangetoond hoezeer de processen gebaseerd waren op met intimidatie en foltering afgedwongen verklaringen en ook hoezeer Stalin er zelf de regie over had gevoerd.

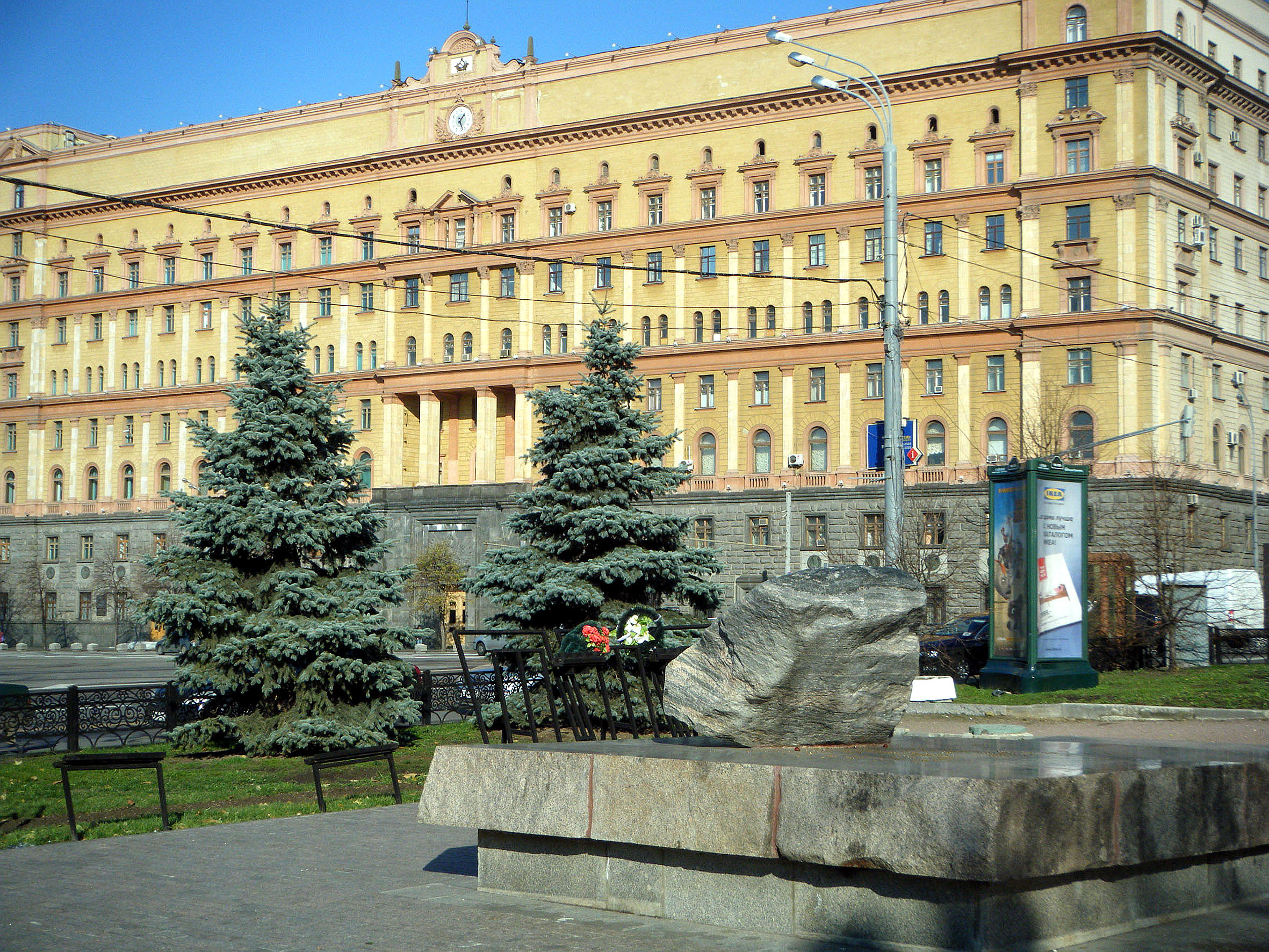
De Loebjankagevangenis in Moskou, waar de aangeklaagden werden veroordeeld en geëxecuteerd. Op de voorgrond de gedenksteen voor de slachtoffers van politieke onderdrukking in de Sovjet-Unie.

## Achtergrond
De Moskouse processen uit de jaren 1936-1938 kunnen worden beschouwd als een direct gevolg van Stalins algemene politiek van Rode Terreur, uiteindelijk uitmondend in een gerichte 'zuiveringspolitiek'. Als startsein voor de ‘Grote Zuivering’ wordt door historici vaak verwezen naar de moord op Sergej Kirov, lid van het Politbureau en partijsecretaris van Leningrad, op 1 december 1934. De populaire, meer gematigde Kirov was kort daarvoor, op het zeventiende partijcongres, nog een geduchte concurrent van Stalin gebleken; bij het kiezen van de secretaris verloor Kirov slechts met één stem van Stalin (en wellicht is bij de telling zelfs nog gesjoemeld). Denkbaar is dat Stalin achter de moord op Kirov zat om een concurrent uit de weg te helpen, maar echt bewezen is dat nooit, ook niet na opening van de Sovjetarchieven. Hoe dan ook, de moord op Kirov leek Stalin goed uit te komen in zijn voornemen om ‘schoon schip’ te maken. De stemming op het laatste partijcongres had hem immers eens te meer duidelijk gemaakt dat zijn leiderspositie niet zo onwankelbaar was als hij zelf wel wilde geloven.
Direct na de moord op Kirov werd een door Stalin ontworpen noodwet afgekondigd (de Kirovwet) die de basis legde voor willekeurige terreur, zonder een schijn van wettelijkheid. In de navolgende jaren zouden minstens twee miljoen ‘vijanden van het volk’ worden gearresteerd, geëxecuteerd of verbannen naar de Goelag. De meest prominente slachtoffers werden veroordeeld tijdens een aantal grote, naar later bleek geënsceneerde processen in Moskou. Velen van hen waren ‘oud-bolsjewieken’ van het eerste uur, vaak vertrouwelingen van Lenin, veelal voormalig aanhangers en sympathisanten van Leon Trotski, maar met name in de latere processen ook personen die eerder tot de aanklagers behoorden, of anderszins ‘vuile handen’ hadden gekregen tijdens de grote zuivering.

## Eerste showproces, 1936

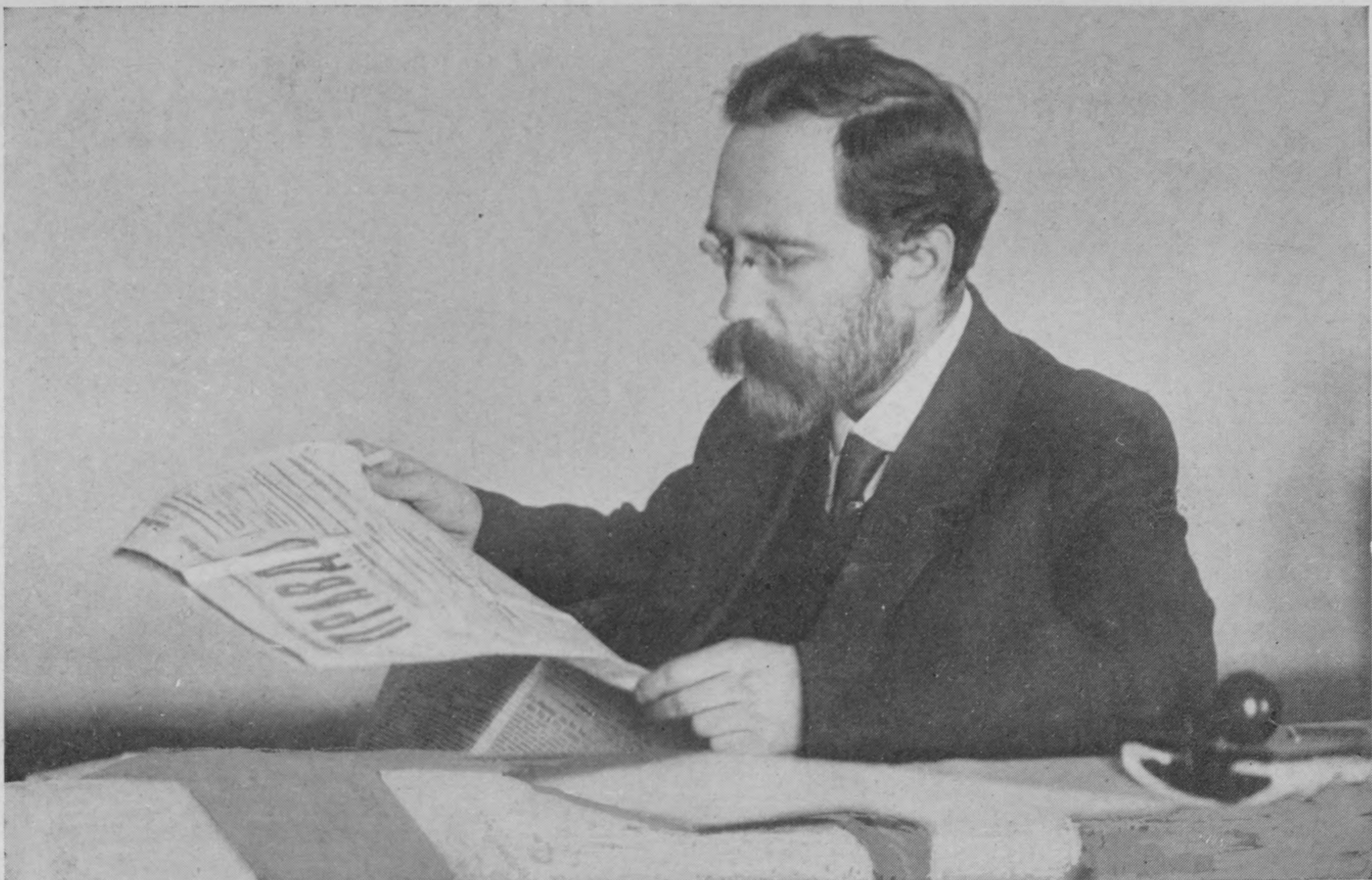
Kamenev leest de Pravda

Het eerste showproces, bekend geworden als het 'proces van de zestien', vond plaats van 19 tot 24 augustus in de Oktoberzaal van het Huis der Vakbonden te Moskou. De belangrijkste aangeklaagden waren Grigori Zinovjev en Lev Kamenev, oude strijdmakkers van Lenin en partijleiders van het eerste uur, maar ook sympathisanten van Trotski in diens strijd met Stalin, midden jaren twintig. Zinovjev en Kamenev waren in 1935 al gearresteerd, kort na de moord op Kirov, en vanwege vermeende betrokkenheid veroordeeld tot 10 jaar dwangarbeid in Siberië. In 1936 werden ze samen met vijftien anderen opnieuw gearresteerd. De voornaamste aanklacht was het lidmaatschap van een zogenaamd Verenigd Trotskistisch-Zinovjistisch Centrum, een gefingeerde terroristische organisatie van waaruit ze aanslagen zouden hebben beraamd op Stalin en diverse andere leden uit de top van de partij.
Aanvankelijk weigerden Zinovjev en Kamenev te bekennen en ze vroegen om een onderhoud met het Politbureau. Toen hen dat onderhoud werd toegestaan, verschenen alleen Stalin, Vorosjilov en Jezjov (die niet eens volledig lid was van het Politbureau). Stalin verzekerde hen dat ze niet geëxecuteerd zouden worden als ze bekenden, hetgeen ze toezegden te zullen doen.
Het  proces van de zestien stond formeel onder leiding van NKVD-hoofd en Volkscommissaris van Binnenlandse Zaken Genrich Jagoda, maar de touwtjes waren in feite reeds in handen van Jezjov, die hem spoedig na het proces zou opvolgen. Stalin en Jezjov, zo bleek na opening van de Sovjet-archieven, bereidden de verhoren feitelijk getweeën minutieus voor. De uitvoering werd in handen gelegd van procureur-generaal Andrej Vysjinski. Zijn 'toornige' manier van optreden zou hem spoedig tot een bekende Europeaan maken.

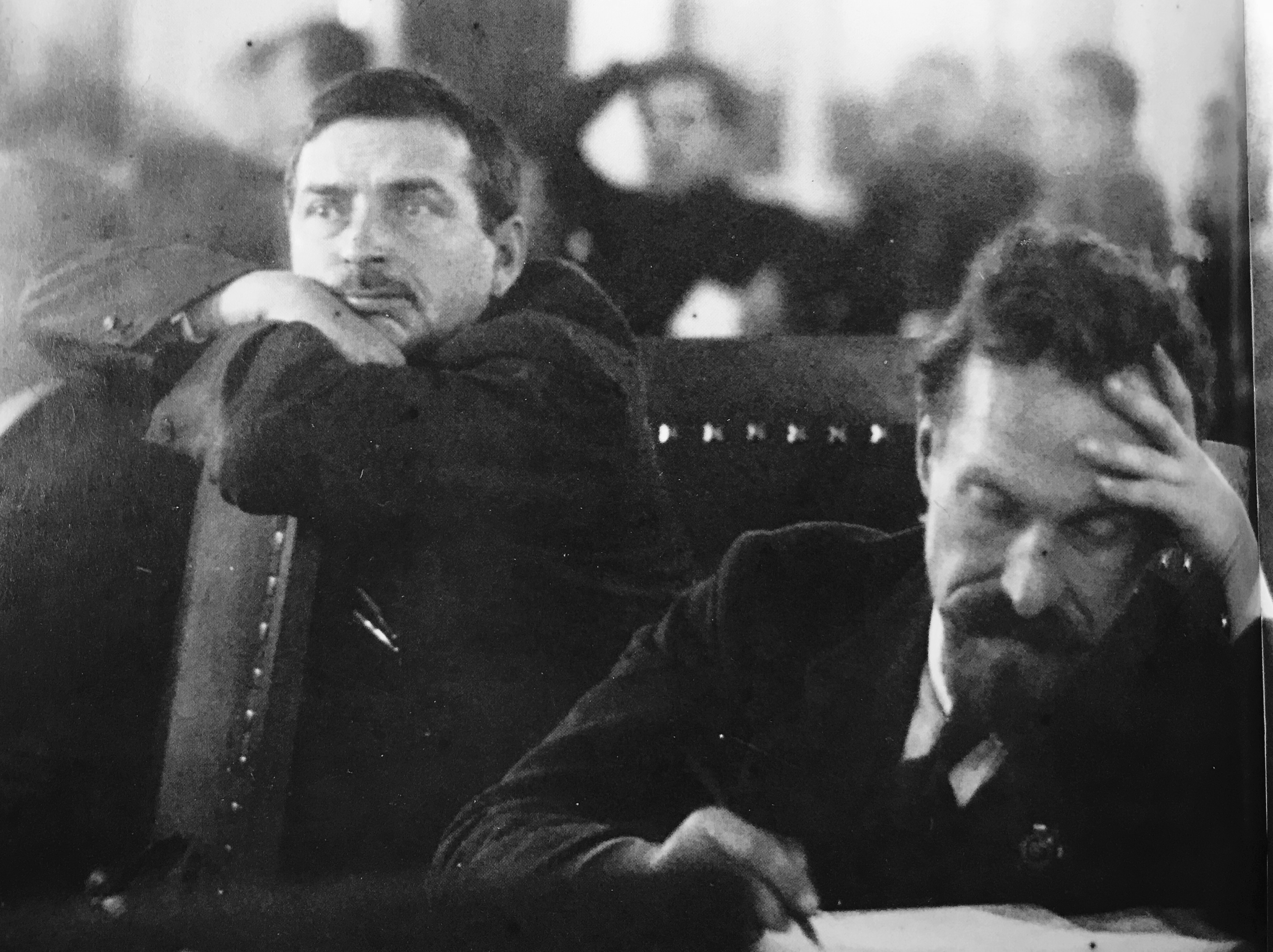
Rykov en Tomski (l) tijdens een partijbijeenkomst, 1930. Nadat hun namen waren genoemd in het eerste proces wisten ze dat hun lot bezegeld was. Tomski pleegde zelfmoord, Rykov werd daarvan door zijn familie weerhouden maar kwam in 1938 alsnog voor zijn scherprechters te staan

De aangeklaagden werden beschuldigd van een ongelooflijke aaneenschakeling van vaak met elkaar verweven misdaden, in opdracht van een duistere samenzwering die werd geleid door Trotski, Kamenev en Zinovjev. De taal waarin Vysjinski zijn beschuldigingen uitte was zo ondoorgrondelijk, kolossaal en ongeloofwaardig dat het moeilijk voorstelbaar is dat de aanwezigen het hele proces niet als een mise-en-scène zullen hebben gezien. Dat laatste voor zover nog van enige relevantie, want het publiek bestond vrijwel louter uit NKVD-agenten plus enkele journalisten. De pers (Pravda) zorgde er vervolgens voor, eveneens op instructie van Stalin, deels ook via de 'hofdichter' Demjan Bedny, dat de volkswoede zich als vanzelf op de beschuldigden richtte. Uiteindelijk legden alle aangeklaagden een volledige bekentenis af, en passant nog vage beschuldigingen uitend richting andere Sovjetcoryfeeën als Boecharin, Rykov, Tomski en Radek (en daarmee het pad effenend voor volgende processen). Vysjinski eiste “dat deze honden een voor een worden geëxecuteerd”. Terug in de gevangenis, met de belofte van Stalin nog in hun geheugen, smeekten de vermeende terroristen om genade. Het mocht niet baten; binnen 24 uur werd iedereen tijdens een door NKVD-beul Vasili Blochin geleid ritueel in de Loebjanka-gevangenis geëxecuteerd.
Het ging om de volgende zestien personen:
| - Grigori Zinovjev - Lev Kamenev - Grigori Jevdokimov - Ivan Smirnov, volkscommissaris van communicatie - Sergej Mratsjkovski, 'held' uit de burgeroorlog - Vagarsjak Ter-Vaganjan, leider van de Armeense partijcel | - Ivan Bakajev - Jefim Dreitzer - Isak Reingold - Richard Pickel - Eduard Holtzman | - Fritz David - Valentin Olberg - Konon Berman-Jurin - Moissej Lurje - Nathan Lurje |

## Tweede showproces, 1937

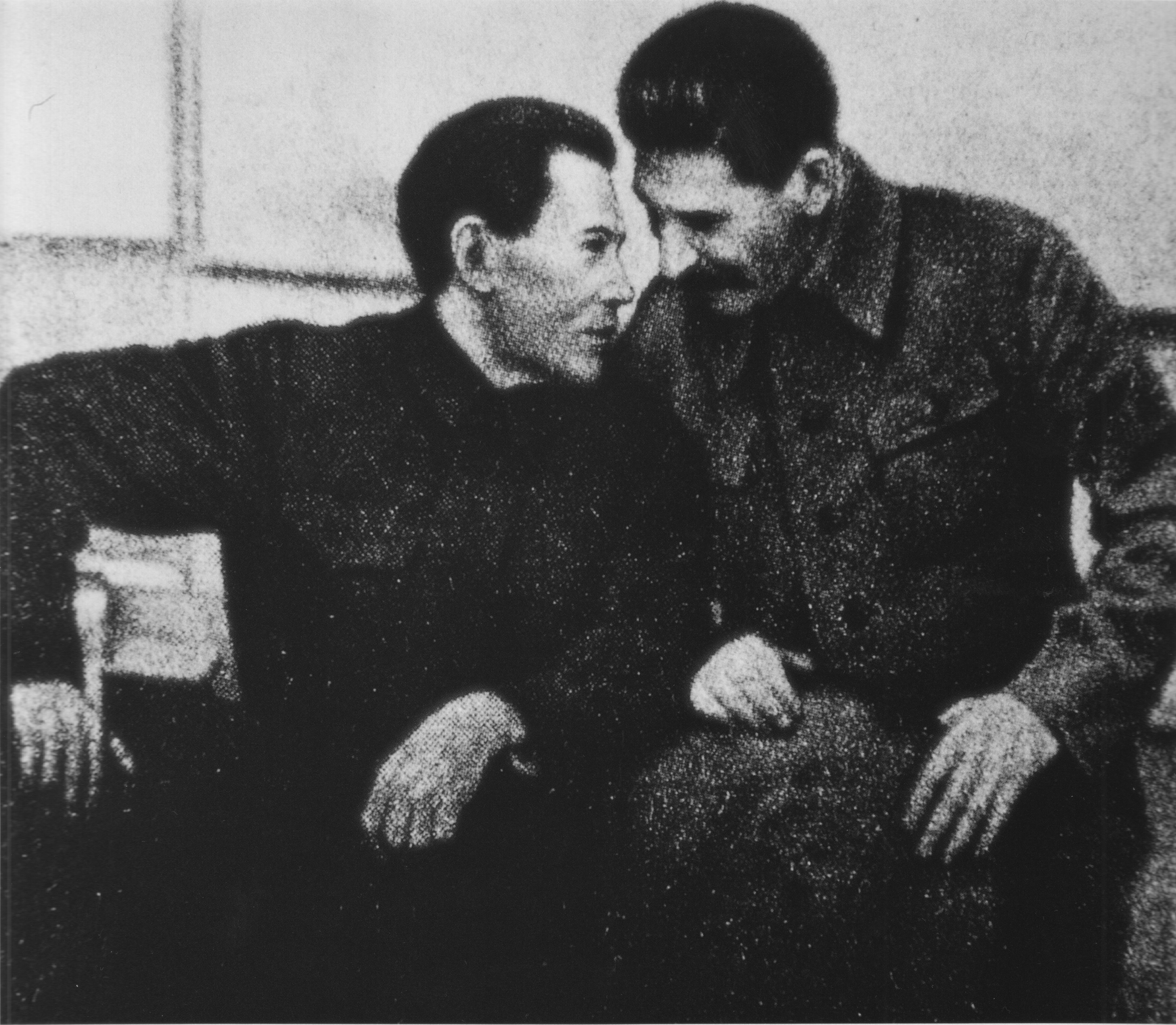
Stalin en Jezjov in overleg

Het tweede grote showproces, het 'proces van de zeventien', vond plaats in januari 1937. Eigenlijk was dit een soort 'tussenproces', omdat Stalin de publieke opinie nog niet rijp achtte voor de eliminatie van Boecharin en Rykov. Tijdens dit proces werden de volkscommissaris van zware industrie, Georgi Pjatakov (eens toeverlaat van Lenin in financiële zaken), Karl Radek (die in 1917 samen met Lenin in een verzegelde trein via Duitsland naar Rusland was teruggekeerd), Grigori Sokolnikov (lid van het eerste Politbureau van 1917) en veertien andere voormalige aanhangers van Trotski berecht op beschuldiging van industriële sabotage en spionage.
Jezjov had nu inmiddels ook formeel de plaats als hoofd van de NKVD overgenomen van Jagoda en was opnieuw samen met Stalin het brein achter het spektakel. Het proces werd zo degelijk voorbereid dat zelfs de wilskrachtige Pjatakov een ontmoeting met Trotski in Oslo in geuren en kleuren beschreef (inclusief een missertje: Pjatakov zou in 1935 naar Oslo zijn gevlogen om Trotski in Hotel Bristol te ontmoeten, maar de Noorse autoriteiten konden al snel vaststellen dat er in die periode geen vlucht vanuit Rusland op Oslo was geweest en Hotel Bristol was al jaren gesloopt); volgens Pjatakov beschreef Trotski twee varianten om de macht te grijpen: een nog vóór de oorlog en een tijdens de oorlog. De eerste variant stelde Trotski zich volgens Pjatakov voor als een geconcentreerde terroristische aanval op Stalin en zijn directe helpers. De tweede variant, die Trotski waarschijnlijker achtte, was een militaire nederlaag.

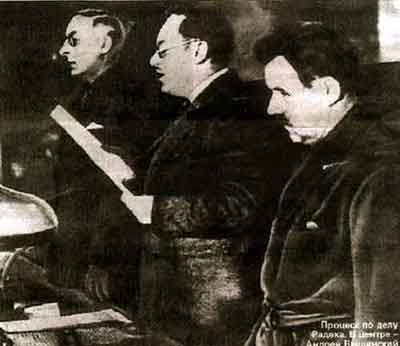
Vysjinski (midden), doet uitspraak tijdens het tweede showproces, januari 1937

De overige bekentenissen werden in dezelfde geest gedaan. De hand van Jezjov was duidelijk herkenbaar in de wijze waarop de bekentenissen waren verkregen: waar Stalin Zinovjev en Kamenev nog klein had gekregen door misleiding en uithongering, werden Pjatakov, Radek en de andere aangeklaagden, zo bleek met name na opening van de Sovjetarchieven, zwaar gefolterd.
Ook deze keer werden alle aangeklaagden schuldig bevonden. Procureur-generaal Vysjinski veroordeelde dertien van de zeventien aangeklaagden tot de hoogste strafmaat: de doodstraf. Vier personen werden gespaard en kregen dwangarbeid opgelegd, onder wie Karl Radek en Grigori Sokolnikov, zulks nadat zij gedetailleerde beschuldigingen hadden onderschreven tegen opnieuw Boecharin en Rykov, maar deze keer ook tegen maarschalk Toechatsjevski. Radek en Sokolnikov overleden beiden onder verdachte omstandigheden in een kamp, korte tijd na hun verbanning.
De veroordeelden tijdens het tweede showproces van 1937 (het ‘proces van de zeventien’) waren:
| - Georgi Pjatakov - Karl Radek (10 jaar dwangarbeid) - Grigori Sokolnikov (10 jaar dwangarbeid) - Nikolaj Moeralov - Michail Bogoeslavski - Leonid Serebrjakov | - Jacob Drobnis - Ivan Hrasche - Jakov Livtjits - Ivan Knjasev - Josif Toerok - Stanislav Rataitsjak | - Boris Norkin - Aleksej Sjestov - Michail Strojlov (8 jaar dwangarbeid) - P. Poesjin - Valentin Arnold (10 jaar dwangarbeid) |

## Proces tegen de militairen

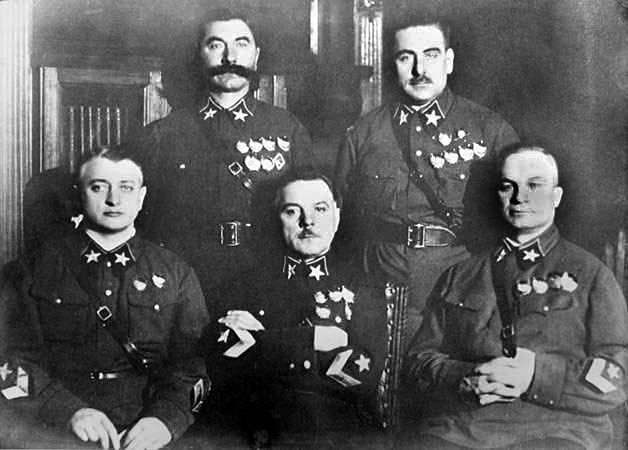
De vijf maarschalken van de Sovjet-Unie in 1935. V.l.n.r. Toechatsjevski, Boedjonny, Vorosjilov, Blücher, Jegorov. Jegorov en Blücher zaten in het het tribunaal dat Toechatsjevski ter dood veroordeelde. Een jaar later werden zij zelf gearresteerd en ter dood gebracht.

Na het tweede Moskouse showproces richtte Stalin zijn pijlen op een aantal hooggeplaatste militairen van de Sovjet-Unie, meer in het bijzonder op zijn rivaal uit de Russische Burgeroorlog, maarschalk Michail Toechatsjevski. Toechatsjevski, ‘de triomfator van Kronstadt’, stond bekend als de bekwaamste onder de Russische legerleiders. Nadat Vorosjilov Stalin een rapport had toegespeeld waarin stond dat Toechatsjevski in contact zou staan met de Duitse geheime dienst, werd hij op 22 mei 1937 gearresteerd en uit de partij gezet (gelijktijdig met voormalig Politbureau-lid Jan Roedzoetak, die twee maanden later geëxecuteerd werd). Jezjov en Vorosjilov orkestreerden vervolgens de arrestatie van bijna alle opperbevelhebbers, onder wie Jona Jakir, 'held van de burgeroorlog' en pionier van de tankfabricage.

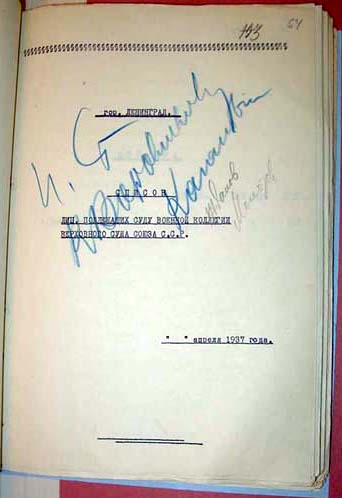
Lijst met te berechten militairen, getekend door Stalin, Vorosjilov, Kaganovitsj, Zjdanov en Molotov.

Jezjov hield persoonlijk toezicht op de verhoren die, naar bleek na opening van de archieven, met extreme folteringen gepaard gingen (de teruggevonden bekentenis van Toechatsjevski zat onder de bloedspatten). Omdat het voor de meeste leden van het Politbureau moeilijk te geloven was dat al deze topmilitairen, vaak 'helden uit de burgeroorlog', schuldig waren aan monsterachtige samenzweringen (Toechatsjevski zou bijvoorbeeld samen met Boecharin een moordaanslag op Stalin hebben beraamd) en spionage voor Duitsland, stelde Stalin voor hen te laten berechten door een tribunaal van andere vooraanstaande militairen. Het proces vond plaats op 11 juni 1937 en verliep buitengewoon snel: nog voor de lunch werden de vonnissen uitgesproken en nog dezelfde dag werden alle aangeklaagden geëxecuteerd.
Het ging om de volgende personen:
- Michail Toechatsjevski (maarschalk en vicecommissaris van defensie)
- Jona Jakir (militair opperbevelhebber regio Kiev)
- Jeronim Oeborevitsj (militair opperbevelhebber regio Wit-Rusland)
- Robert Eideman (opperbevelhebber van de civiele defensie)
- August Kork (commandant van de militaire academie)
- Vitovt Poetna (militair attaché in Londen)
- Boris Feldman (chef militaire administratie)
- Vitali Primakov (militair opperbevelhebber regio Leningrad)

Van de negen militairen die de aangeklaagden veroordeelden werden er zes binnen een jaar na het proces zelf gearresteerd en geëxecuteerd. Uiteindelijk werden alle commandanten van militaire districten doodgeschoten; 57 van de 85 korpscommandanten verdwenen binnen een jaar; drie van de vier vlootcommandanten werden om het leven gebracht.

## Derde showproces, 1938
Het derde showproces, 'het proces van de eenentwintig', vond plaats in maart 1938. De bekendste onder de aangeklaagden was Nikolaj Boecharin. Boecharin, ooit door Lenin de 'lieveling van de partij' genoemd, bestookte Stalin met smeekbedes vanaf het begin van de beschuldigingen die tijdens de eerste twee showprocessen aan zijn adres werden geuit en kreeg hem volgens zijn vrouw Anna Larina ook een paar keer aan de telefoon. Stalin stelde hem echter steeds gerust: “Nikolaj, raak nu niet in paniek. We komen er wel uit”. Direct na het plenum van de partij in maart 1937 werden hij en Rykov toch gearresteerd (evenals even later ook de definitief in ongenade gevallen Genrich Jagoda). Stalin echter kon Boecharin en Rykov steeds nog niet zomaar uit de weg ruimen. Onder het volk en vooral ook in de partij kende men ze te goed. Er was tijd nodig om de beschuldigingen rijp te maken voor een proces. Voor Rykov en Boecharin volgde daarmee een lijdensweg van een jaar, waarin een enorm complex aan samenhangende beschuldigingen werd gefabriceerd, waaronder de moord op Kirov, Koejbysjev en (in geval van Jagoda) Maksim Gorki, het beramen van een moord op Lenin, Stalin en Sverdlov, alsmede allerhande sabotage- en spionageactiviteiten.

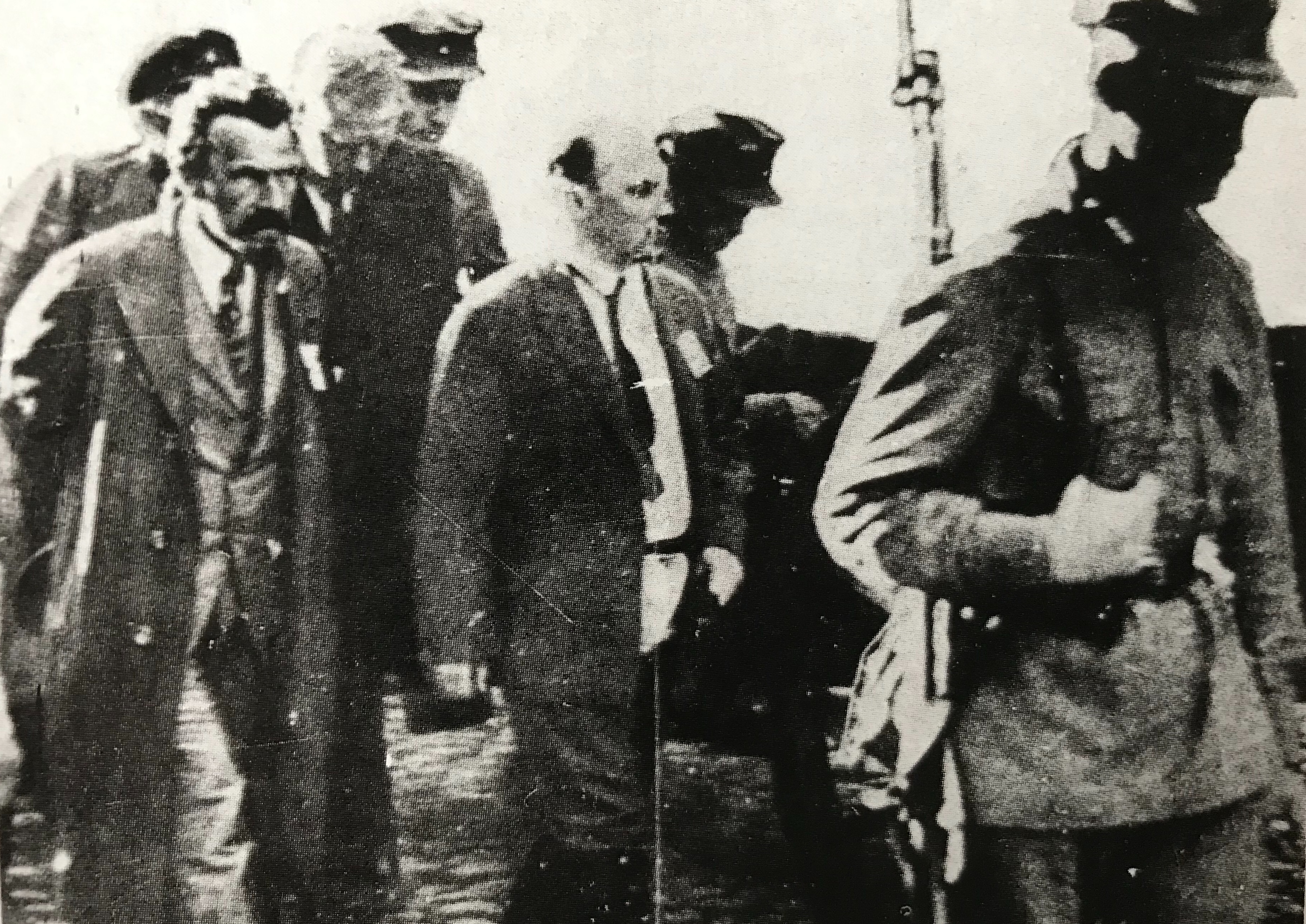
Rykov en Boecharin op weg naar hun proces, 1938

Uiteindelijk werden 21 personen voor de rechter gebracht. De Duitse schrijver Lion Feuchtwanger, die het proces mocht bezoeken, schreef dat “als men een regisseur zou hebben opgedragen om dit proces in scène te zetten, deze waarschijnlijk jarenlange repetities nodig gehad zou hebben om zo’n samenspel van de beklaagden te bereiken”. Toch was er ook een dissonant in het schouwspel: toen de rechter beklaagde Nikolaj Krestinski, voormalig lid van het Politbureau, vroeg of hij zich schuldig verklaarde aan de ten laste gelegde feiten, begon deze alles te ontkennen. Er ontstond opschudding in de rechtszaal en er werd een pauze ingelast. De volgende dag verklaarde Krestinski: “Gisteren, onder invloed van een bijtend gevoel van valse schaamte, veroorzaakt door de sfeer in de beklaagdenbank en de pijnlijke ervaring van de openbare aanklacht, kon ik mezelf er niet toe brengen de waarheid te vertellen. In plaats van te zeggen ‘Ja, ik ben schuldig’, antwoordde ik mechanisch: ‘Nee, ik ben niet schuldig’.”
Uiteindelijk werden alle 21 beklaagden schuldig bevonden. Op drie na kregen allen de doodstraf, die direct na het proces werd voltrokken, wederom onder toezicht van Blochin. Het ging om de volgende personen:
| - Aleksej Rykov - Nikolaj Boecharin - Nikolaj Krestinski - Christian Rakovski - Genrich Jagoda - Arkadi Rosengoltz - Vladimir Ivanov | - Michail Tsjernov - Grigori Grinko - Isaac Zelenski - Akmal Ikramov - Faizulla Chodzjajev - Vasili Sharangovitsj - Prokopy Zoebarev | - Pavel Boelanov (NKVD-officier) - Venjamin Maksimov-Dikovski - Pjotr Krjoetsjkov - Sergej Bessonov - Lev Levin (Kremlin-arts) - Ignati Kazakov (Kremlin-arts) - Dimitri Pletnev (Kremlin-arts) |

De executie van met name Nikolaj Boecharin riep onder linkse westerse intellectuelen veel discussie op. Arthur Koestler baseerde zijn roman Darkness at noon op diens teloorgang. Koestler en andere prominente communisten braken naar aanleiding van de executie van Boecharin met het communisme.

## Reactie op de processen
Binnen de Sovjet-Unie was in de periode 1936-1938 nauwelijks ruimte om op de processen en executies van prominenten te reageren, anders dan door deel te nemen aan publieke veroordelingen, zoals die overal in het land werden georganiseerd. Er was geen mogelijkheid om kritisch of sceptisch te zijn. Anatoli Rybakov beschrijft in zijn autobiografische romans 1935 en volgende jaren en Angst de sfeer van angst die er in die dagen rondom de zuiveringen hing en rondom de processen in het bijzonder, in alle lagen van de samenleving. Boecharins vrouw Anna Larina schetst in haar autobiografie een beeld van de beleving in de hoogste kringen van het Kremlin: niemand die zich vrijelijk durfde uit te spreken.
Buiten de Sovjet-Unie werden de processen over het algemeen kritisch en weliswaar negatief benaderd, maar welbeschouwd leidden de processen in pers en politiek uiteindelijk niet tot bijzonder veel ophef. Deels wordt dat verklaard uit het feit dat de berichtgeving plaatsvond in de schaduw van de dreigende oorlog, deels ook vanwege de onduidelijkheid over wat er nu precies plaatsvond in Moskou, vooral door een gebrek aan onafhankelijke informatie. Communistische partijen kregen daardoor ook volop ruimte om tegengas te geven door te oreren dat de kritische berichtgeving beschouwd moest worden als kapitalistische pogingen om het communisme te ondermijnen.
In Mexico en de Verenigde Staten roerde Trotski zich fel tegen de gebeurtenissen in Rusland, maar hij ontkrachtte in zekere zin zijn eigen argumenten door in 1938 en 1939 bij voortduring te pleiten voor omverwerping van de Sovjet-Unie, in een tijd dat de voorbereidingen op de Tweede Wereldoorlog in volle gang waren. Trotski speelde nog wel een centrale rol bij de installatie van de “Dewey-commissie” (geleid door de Amerikaanse filosoof John Dewey), die de processen kritisch moest analyseren, maar toen deze in 1941 met een goed onderbouwd zwartboek kwam raakte dat in de berichtgeving volledig ondergesneeuwd door de inmiddels in volle omvang woedende oorlog.
Na een langdurige medialuwte werden de Moskouse processen in 1956 plotseling opnieuw wereldnieuws toen Chroesjtsjov in zijn 'geheime rede' toegaf dat deze volledig geënsceneerd waren. Een tweede publicitaire opleving kwam na de opening van de Sovjet-archieven in 1985 en het vervolgens verschijnen van studies en boeken die onomstotelijk aantoonden met hoeveel pressie en geweld alle verklaringen waren afgedwongen.
Veel van de slachtoffers werden in 1956 onder Chroesjtsjov al gerehabiliteerd. Alle anderen werden in 1988 onder Gorbatsjov gerehabiliteerd.

## Analyse: oorzaken en verklaringen
Zoekend naar een antwoord op de vraag hoe het tot een exces als de Moskouse processen heeft kunnen komen, bleek de aanvankelijke Sovjetverklaring (alom aanwezige terroristen, spionnen en saboteurs ontmaskeren) al snel niet meer houdbaar, zeker niet nadat onweerlegbaar was vastgesteld dat het om schijnprocessen ging. Tal van historici hebben vervolgens geprobeerd een antwoord te formuleren.
Belangrijke verklaringen worden over het algemeen gezocht in de persoon en het karakter van Stalin zelf. Stalin was onmiskenbaar de centrale factor in het spektakel en was de regisseur, samen met Jezjov. Gebleken is dat uiteindelijk, los natuurlijk van de direct bij de verhoren betrokken NKVD-functionarissen (die overigens, net als Jezjov, veelal later ook zelf weer slachtoffer werden), slechts een uitermate select groepje van Stalin-trawanten op de hoogte was van wat er zich precies afspeelde (Vorosjilov, Kaganovitsj, Zjdanov, Molotov), en zelfs in hun geval is nog steeds onduidelijk in hoeverre.
In veel studies wordt in de eerste plaats gewezen op de (ziekelijk) paranoïde gevoelens van Stalin. Overal werden vijanden, complotten en bedreigingen gezien. De Britse historicus Richard Overy ziet paranoïde verschijnselen als typerend voor dictators: rigoureuze repressie werd meestal breed uitgemeten als een teken van almacht, maar was in Overy's ogen uiteindelijk een teken van zwakte en angst. Overy wijst ook op het wegvallen van moreel besef bij dictators, zodra ze zichzelf tot norm van alle handelen hebben verklaard.
Een andere direct aan de persoon Stalin verbonden verklaring wordt vaak gevonden in diens diepe haat voor Leon Trotski. Trotski was het belangrijkste ideologische en politieke doelwit van Stalin. Die haat ging zo diep dat deze zich uitstrekte tot eenieder die ooit met Trotski had gesympathiseerd. In de akte van beschuldiging bij het tweede showproces wordt zijn naam 51 keer genoemd. Gesteld kan worden dat met de processen Stalins strijd tegen Trotski in feite gewoon doorging. Sommigen zien daarom de moord op Trotski in 1940 ook wel als het sluitstuk van de Moskouse processen.
Andere studies stellen dat Stalin niet alleen Trotski-sympathisanten wilde elimineren, maar deels ook gewoon oud-bolsjewieken uit de weg wilde ruimen, onder andere om de geschiedenis naar zijn hand te kunnen zetten. Van Stalin is bekend dat hij een voortdurende obsessie had met het 'herschrijven' van zijn eigen leven en het uitvergroten van zijn rol in historische gebeurtenissen. Personen die wisten dat Stalins rol in de Russische Revolutie (1917) en de Russische Burgeroorlog in werkelijkheid minder heldhaftig en prominent was dan hij later via de officiële geschiedschrijving wilde doen geloven, moesten wijken. Overy ziet deze theorie echter niet als een echte verklaring. Hij wijst er bovendien nadrukkelijk op dat zich objectief bezien onder de terechtgestelden nauwelijks nog echte rivalen van Stalin bevonden.
Een heel andere uitleg van de processen en de zuivering in zijn algemeenheid werd in 1987 gegeven door Vjatsjeslav Molotov, een van Stalins naaste vertrouwelingen. Molotov is zijn leven lang het zuiveringsbeleid blijven verdedigen vanuit een politiek oogpunt. Hij zag de grote zuivering als een noodzakelijk middel voor de partijtop om de loyaliteit te testen van weifelaars, carrièrejagers en verborgen vijanden in de partij. Hij plaatste het gebeuren in het perspectief van de dreigende oorlog met nazi-Duitsland: “We moesten ons er wel van verzekeren dat er in oorlogstijd geen vijfde colonne kon ontstaan. Het is misschien twijfelachtig of al deze mensen spionnen waren, maar het belangrijkste was dat we hen als het er op aankwam niet konden vertrouwen”. Als de betreffende personen tijdens de oorlog in oppositie zouden zijn gegaan, was de oorlog volgens Molotov mogelijk verloren.
De Britse historicus Alan Bullock stelt uiteindelijk dat een exces als de Moskouse Processen zich vooral heeft kunnen voordoen, omdat het in zowel psychologisch als politiek opzicht volledig voorzag in Stalins behoeften. In psychologisch opzicht verminderde het zijn angst voor samenzweringen en complotten en bevredigde het zijn wraakzucht, die volgens Bullock "altijd even sterk blijft in een karakter dat geen plaats biedt aan grootmoedigheid of spijt". Vanuit politiek oogpunt maakten de processen "korte metten met elke vorm van oppositie en onafhankelijk denken, en daarmee de weg vrij voor een volledige autocratische machtsuitoefening".